# Arqueopitec
L'arqueopitec (Archaeopithecus rogeri) és una espècie extinta de mamífer notoungulat de la família dels arqueopitècids que visqué a Sud-amèrica durant l'Eocè, fa entre 38 i 56 milions d'anys. Se n'han trobat restes fòssils a la província argentina de Chubut. Es tracta de l'única espècie reconeguda del gènere Archaeopithecus. Era un tipoteri menut i dotat de dents postcanines de tipus moderadament hipsodont, és a dir, amb les corones relativament altes. El nom genèric Archaeopithecus significa ‘simi antic’.